# Borówki (przystanek kolejowy)
Borówki – nieistniejący punkt kolejowy, który pierwotnie był stacją, a później przystankiem kolejowym (osobowym), położonym na peryferiach wsi Borówki, w województwie dolnośląskim, w Polsce. Punkt zlokalizowany był w Borach Dolnośląskich w Nadleśnictwie Wierzbowa.